# Филимоново (Конаковский район)
Филимо́ново — деревня в Конаковском районе Тверской области. Входит в состав Селиховского сельского поселения.

## География
Деревня находится в юго-восточной части Тверской области, на расстоянии приблизительно 6 км (по прямой) к юго-востоку от города Конаково, административного центра района.

### Часовой пояс
Деревня Филимоново, как и вся Тверская область, находится в часовой зоне МСК (московское время). Смещение применяемого времени относительно UTC составляет +3:00.

## История
Впервые упоминается в 1678 году. В 1859 году в деревне Корчевского уезда Тверской губернии насчитывалось 22 двора, проживало 227 жителей.

## Население
| 2010 |
| ---- |
| 32   |

### Национальный состав
Согласно результатам переписи 2002 года, в национальной структуре населения русские составляли 100 % из 35 чел.